# (1800) Aguilar
(1800) Aguilar ist ein Asteroid des Hauptgürtels, welcher sich zwischen Mars und Jupiter befindet. Er wurde am 12. September 1950 von dem argentinischen Astronomen Miguel Itzigsohn in La Plata entdeckt.

## Benennung
Der Asteroid wurde nach dem argentinischen Astronomen Félix Aguilar (1884–1943) benannt.